# Place de la Castre
La place de la Castre est une voie de la commune française de Cannes dans le département des Alpes-Maritimes en région Provence-Alpes-Côte d'Azur.

## Situation et accès
Cette place sommitale de la colline du Suquet à Cannes en France est juchée au sommet des rues médiévales de la vieille ville de Cannes, elle accueille l'église Notre-Dame-d'Espérance et le musée de la Castre installé dans l'ancien château médiéval. La tour de guet et la chapelle castrale forment avec l'église un ensemble classé au titre des monuments historiques par arrêté du 28 juillet 1937.
Au-delà de la visite du musée et de l'église, la place est en elle-même une destination touristique offrant une vue panoramique sur la ville et l'arrière-pays, sur la baie de Cannes et sur le massif de l'Esterel. Le festival des Nuits musicales du Suquet se déroulent chaque année dans la deuxième quinzaine du mois de juillet sur le parvis de l'église Notre-Dame-d'Espérance.

## Historique

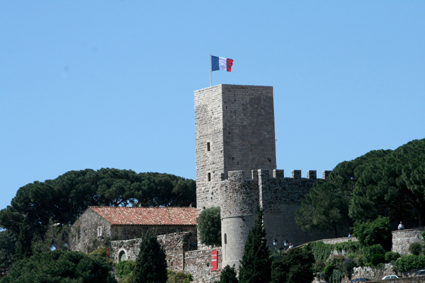
La tour, la chapelle et la place.
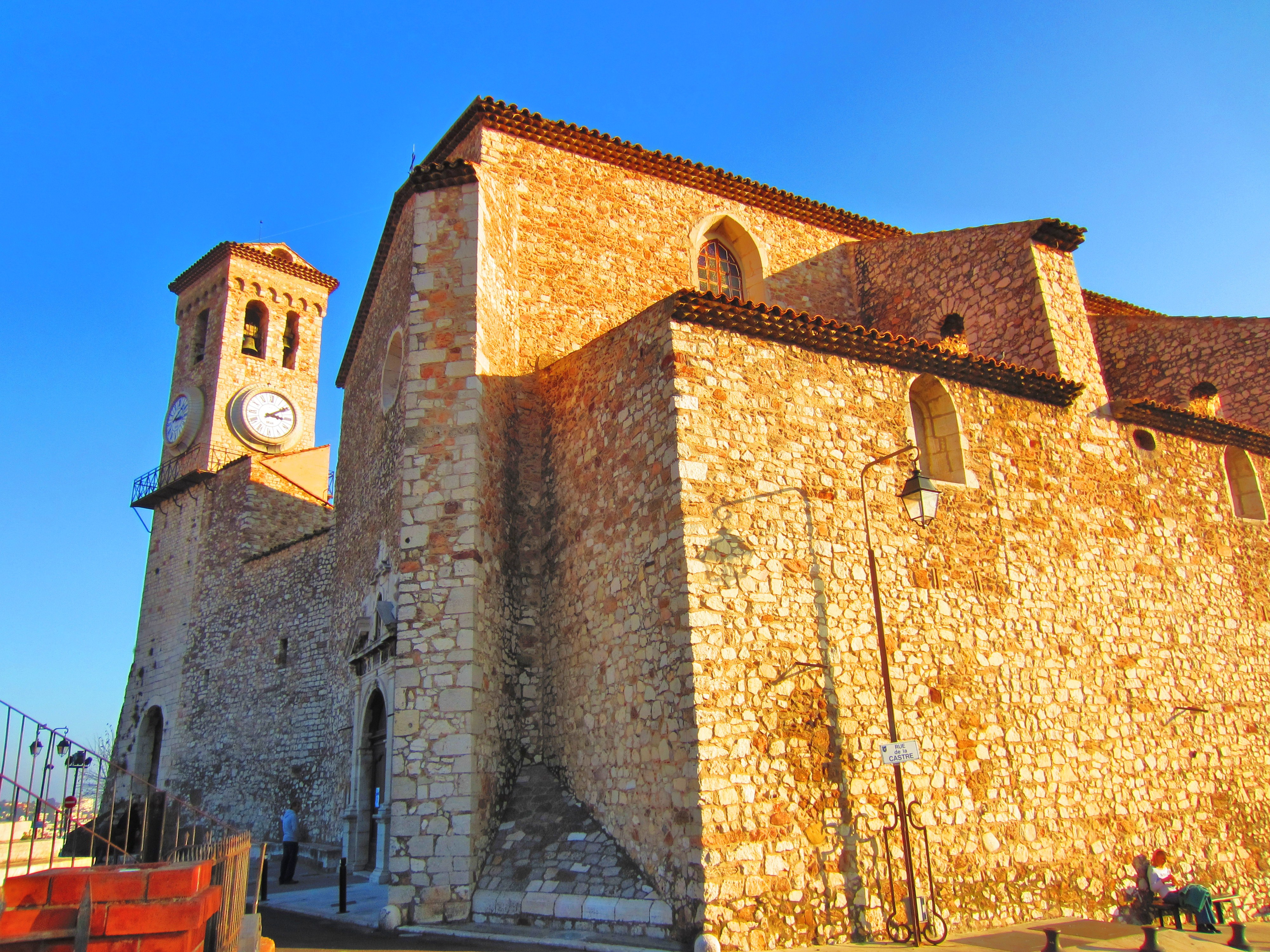
Parvis de l'église.
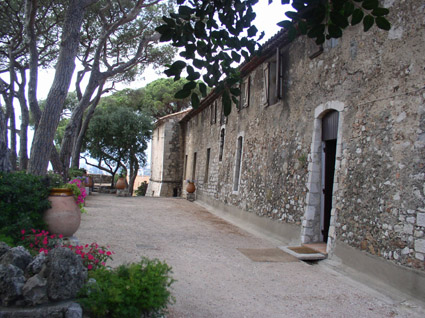
Jardins du musée.
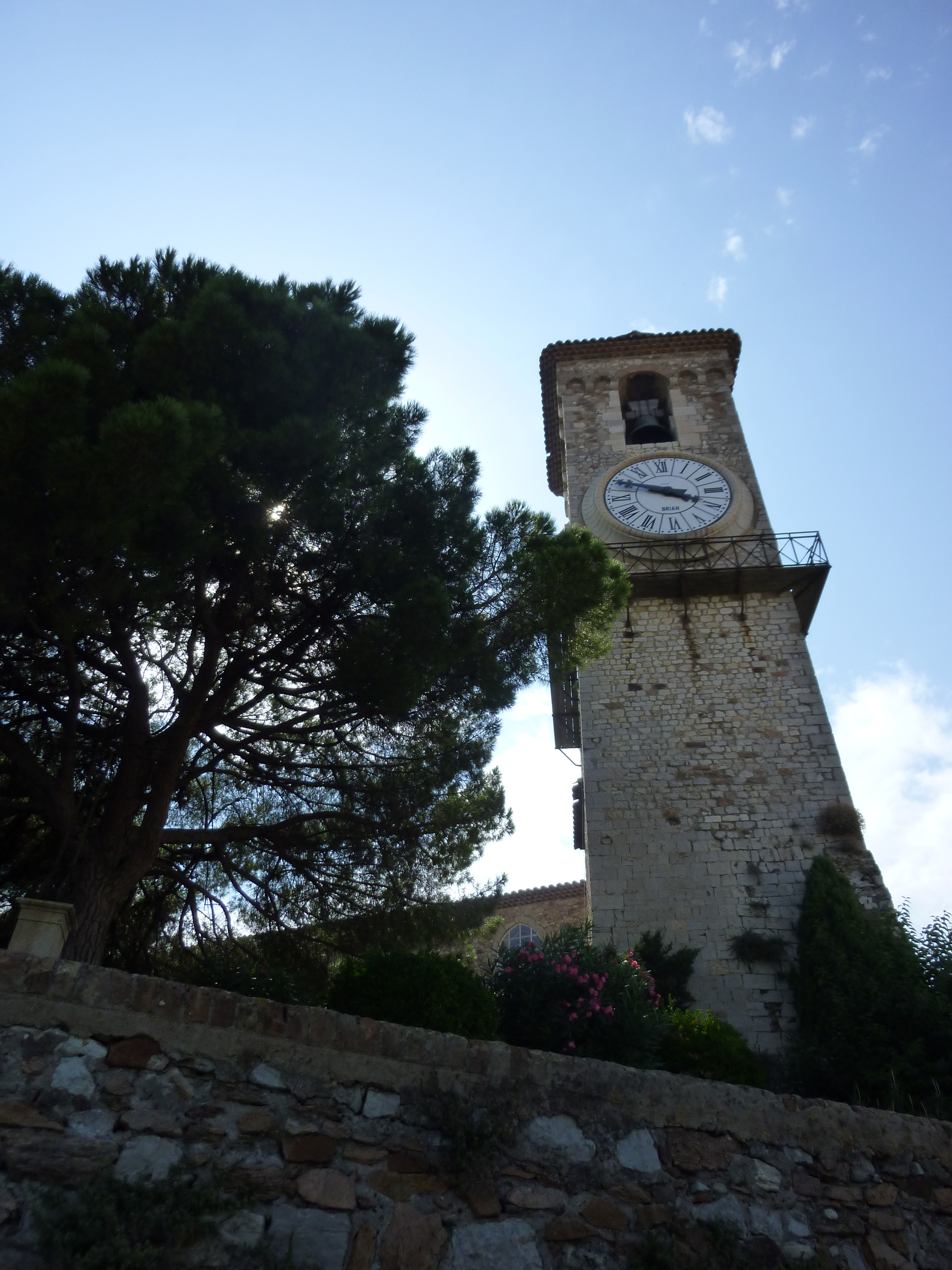
Vue sur le clocher depuis une rue en contrebas de la place.